# Hollebeek (Antwerpen)

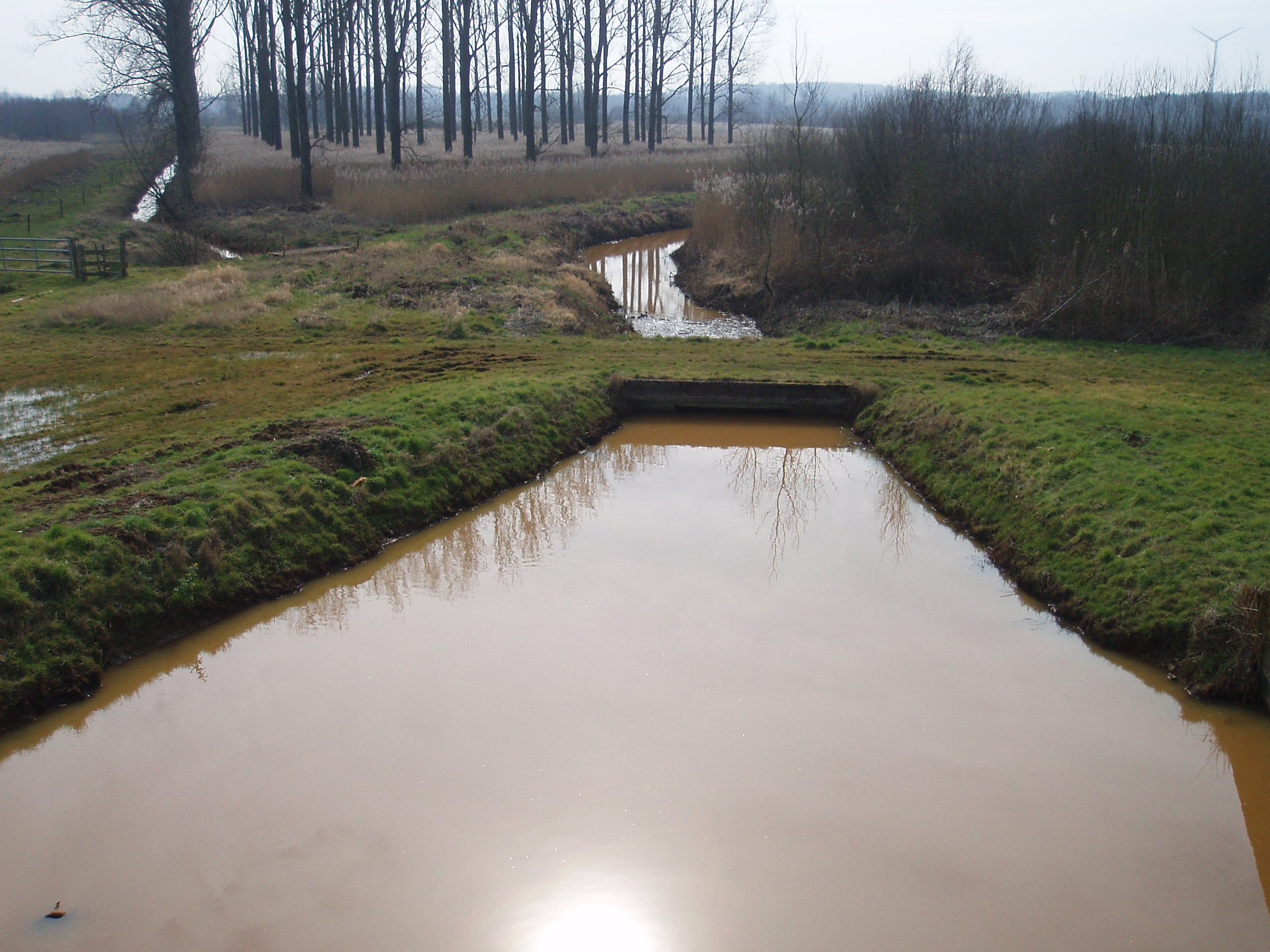
Grote Leigracht

De Hollebeek vormt als grenswaterloop vanaf de Moerelei tot aan de Zwaantjes de grens tussen de Antwerpse districten Hoboken en Wilrijk. Ze stroomt hierbij door parken als het Schoonselhof. Vanaf de Zwaantjes vormde ze verder tot aan de Schelde de grens tussen Hoboken en Kiel. Vooral dit laatste gedeelte werd over grote stukken overwelfd. Vanuit de immobiliënsector waren er ook plannen om de Hollebeek stroomopwaarts van de Zwaantjes te overwelven, maar die konden door acties vanuit natuurbehoudsverenigingen worden tegengehouden. De beek loopt als Grote Leigracht vanaf Polderstad door het natuurgebied Hobokense Polder en langs de Lage Weg naar het (goederen-) station Antwerpen-Kiel waar ze een bezinkingsvijver vormt voor ze via een gemaal in de Schelde wordt geloosd.